# George Pemba
George Milwa Mnyalaza Pemba (* 2. April 1912 in Korsten, Port Elizabeth, heute Gqeberha; † 12. Juli 2001 in Port Elizabeth) war ein südafrikanischer Maler.

## Leben
George Pemba wurde 1912 in Korsten geboren und besuchte eine Missionsschule in der Nähe von Port Elizabeth. Er schrieb sich am Lovedale Teacher Training College in Alice, Eastern Cape, ein. 1931, während seines Studiums in Lovedale, erhielt George Pemba seine erste formale künstlerische Ausbildung in Malerei und Zeichnung von Ethel Smythe, die am University College in Fort Hare Kunst unterrichtete. Inspiriert von den Werken der französischen Impressionisten, Rembrandt und Velásquez, die er in Ethel Smyths Kunstbuchsammlung bewunderte, suchte er Zugang zu einer formalen Kunstausbildung. George Pemba schloss 1934 wie seine Zeitgenossen Ernest Mancoba und Gerard Sekoto sein Studium ab. 1935 fand George Pemba eine Anstellung als Lehrer an einer Schule in King William’s Town. Um seine Mutter und die große Familie zu unterstützen, die seit dem Tod seines Vaters im Jahr 1928 finanziell stark belastet waren, ergänzte er sein Einkommen mit Malaufträgen.
Neben den Kosten, die ein Studium nahezu unmöglich machten, schränkte auch der Ausschluss der Schwarzen von den weißen Bildungseinrichtungen die Möglichkeiten ein. Im Jahr 1937 stellte der Bantu Welfare Trust Pemba jedoch 60 Pfund zur Verfügung, damit er vier Monate lang als „externer“ Student bei Austin Winter Moore, dem Leiter der Kunstschule der Rhodes University in Grahamstown, der sich auf Aquarellmalerei spezialisierte, studieren konnte. Anschließend nahm George Pemba am May Esther Bedford Art Competition teil, bei dem er den ersten Preis gewann und Gerard Sekoto den zweiten Platz belegte. 1938 gab er seine Lehrtätigkeit auf, um eine besser bezahlte Stelle im New Brighton Department of Native Administration in Port Elizabeth anzunehmen. 1942 besuchte er Kapstadt, wo Gerard Sekoto ihm riet, zur Ölmalerei überzugehen, da sich diese besser verkaufen ließe, und sein Sujet von Porträts auf Szenen aus dem Township-Leben auszuweiten.
Wie Gerard Sekoto sehnte sich auch George Pemba danach, nach Europa zu reisen und dort zu arbeiten, um seinen Horizont zu erweitern und Erfahrungen zu sammeln, aber seine finanziellen Verpflichtungen machten dies unmöglich. 1944 erhielt er ein weiteres Stipendium vom Bantu Welfare Trust, das er für eine große Rundreise durch Südafrika nutzte, um die verschiedenen Völker in ihrer natürlichen Umgebung zu sehen und zu erleben. Er reiste nach Johannesburg, Durban, ins ländliche Natal, nach Basutoland und Umtata, wo er sich besonders für die einheimischen Kulturen und das Stammesleben in den verschiedenen Regionen interessierte. Er fertigte zahlreiche Skizzen an, die er später zu Aquarellen ausarbeitete, die die verschiedenen Landbewohner in ihrer Stammestracht zeigen.
1948 hatte George Pemba eine erfolgreiche Einzelausstellung in Port Elizabeth und beschloss, sich ganz der Malerei zu widmen. Leider hatte er Schwierigkeiten, seine Familie als professioneller Künstler zu unterstützen und musste sein Einkommen aufbessern. Er beschloss, sich selbständig zu machen und eröffnete einen kleinen Gemischtwarenladen, den er zusammen mit seiner Frau bis 1978 führte.
In den fünfziger Jahren wurden die Auswirkungen der Apartheid auf die südafrikanische Gesellschaft immer deutlicher. George Pemba war wütend über die Ungerechtigkeiten und drückte seinen Hass auf das Apartheidsystem aus, indem er in seinen Bildern den Kampf im Alltag der schwarzen Bevölkerung darstellte und die Auswirkungen der Verarmung zeigte. Während eines Großteils der sechziger Jahre übernahmen Pemba und seine Frau auch die finanzielle Verantwortung für die Familie seines Bruders sowie für die Kinder von Verwandten – insgesamt unterhielt er 20 Kinder. Etwas Erleichterung kam von unerwarteter Seite, als die IDAF, eine Organisation mit Sitz in London, die heimlich Apartheid-Opfer unterstützte, ihm von 1968 bis 1990 regelmäßig Geld schickte.
Aufgrund der damaligen politischen Verhältnisse und seiner familiären Verpflichtungen entwickelte sich Pembas Karriere in den 1950er und 1960er Jahren nicht wie erhofft. Der finanzielle Druck, eine große Familie zu ernähren und ein Unternehmen zu führen, wurde durch seinen Kampf mit dem Alkohol noch verstärkt. Sein Alkoholproblem begann 1944 und beeinträchtigte Anfang der 1970er Jahre sowohl seine Gesundheit als auch seine Arbeit. Nach vielen gescheiterten Versuchen gelang es ihm schließlich, mit dem Trinken aufzuhören, und er begann konsequent zu malen.
1979 erhielt George Pemba von der Universität Fort Hare den Ehrentitel Master of Arts. Er übergab die Leitung seines Geschäftes an seine Familie und begann hauptberuflich zu malen. Er begann, das Xhosa-Volk bei der Ausübung ihrer traditionellen Bräuche in einer städtischen statt einer ländlichen Umgebung zu porträtieren. Ende der achtziger Jahre war er zu einem der am meisten verehrten schwarzen Künstler Südafrikas geworden und erhielt endlich Anerkennung für seinen Beitrag zur südafrikanischen Kunst. Es folgte ein kommerzieller Erfolg, der in zwei sehr erfolgreichen Ausstellungen in der Everard Read Gallery in Johannesburg in den Jahren 1991 und 1992 gipfelte.
1996 widmete ihm die Iziko South African National Gallery eine große Retrospektive, zu der ein von Hayden Proud und Barry Feinberg herausgegebener Katalog erschien. Im selben Jahr erschien Sarah Hudlestons Monografie „George Pemba: Against All Odds“ über den Künstler.
George Pemba starb am 12. Juli 2001 in Port Elizabeth. Sein Lebenswerk gilt heute als bedeutendes kulturelles Erbe, das nicht nur künstlerisch, sondern auch sozial und politisch wegweisend war.
In seinem Nachruf schrieb Hayden Proud: „Pemba war ein in die Malerei verliebter Künstler, der sich schamlos das Beste aus europäischen und afrikanischen Traditionen aneignete. Er war bescheiden, hatte einen tiefen Sinn für menschliche Würde und einen liebevollen Sinn für Humor, und sein Andenken verdient einen besonderen Platz im Herzen der Nation.“

## Werk
Trotz jahrelanger Widrigkeiten und Armut überdauerte George Pembas Malerkarriere sechs Jahrzehnte und lieferte eine visuelle Geschichte dessen, was er in einem sich wandelnden Südafrika erlebt hatte. Er arbeitete meist isoliert und etablierte sich als Pionier des sozialen Realismus, der sich von den Realitäten und Kämpfen des täglichen Lebens der schwarzen Stadtbevölkerung im unruhigen Südafrika inspirieren ließ.
Hayden Proud wies darauf hin, dass Pembas ästhetisches Empfinden in der französischen Moderne des späten 19. Jahrhunderts verwurzelt blieb, was ihn von den Hauptströmungen des 20. Jahrhunderts fernhielt. Proud berichtet, dass Pemba in seinen letzten Jahren Paris besuchen wollte, um der künstlerischen Autorität der Stadt seine Reverenz zu erweisen, vielleicht aus tiefem Bedauern darüber, dass er seinen Zeitgenossen Sekoto und Mancoba aus persönlichen und politischen Gründen nicht ins Exil gefolgt war.
Stilistisch wäre es einfach, George Pemba nur als Autodidakten zu bezeichnen, der in relativer Isolation mit einem dominierenden singulären Einfluss arbeitet. Pembas künstlerische Entwicklung hat eine vielschichtige Geschichte, die mit seinen sich wandelnden ästhetischen Überzeugungen verwoben ist, beeinflusst von einer christlichen Erziehung in einem Elternhaus, das die paternalistischen englischen autoritären Prinzipien des viktorianischen Kolonialismus verinnerlicht hatte. Seine ideologische Hinwendung zum afrikanischen Nationalismus und die Wiederentdeckung der unterdrückten Xhosa-Kultur fügten seinem umfangreichen Werk, das allgemein als historischer und sozialer Kommentar beschrieben wird, eine weitere Dimension hinzu. So arbeitete der Künstler mehr als 60 Jahre lang weitgehend außerhalb der offiziellen südafrikanischen Kunstszene, ohne die für sie charakteristische kritische Reflexion.
Zu George Pembas bekanntesten Werken zählen New Brighton Port Elizabeth (1977) und Terror (1991). Seine Kunstwerke sind in vielen öffentlichen Sammlungen vertreten, darunter die Iziko South African National Gallery und die Johannesburg Art Gallery. Erst nach dem Ende der Apartheid erfuhr George Pemba breite Anerkennung. 1979 erhielt er die Ehrendoktorwürde der Universität Fort Hare, 1998 die Ehrendoktorwürde der Universität Port Elizabeth. Posthum ehrte ihn die südafrikanische Regierung 2004 mit dem Order of Ikhamanga in Gold für seine Verdienste um Kunst und Kultur des Landes.